# خیابان هنگام
بلوار هنگام با شماره‌گذاری معابر خیابان ۱۶۱ تهران که به خیابان هنگام نیز مشهور می‌باشد، یک طرف آن یعنی در ضلع شمالی بزرگراه شهید بابائی و سوی دیگرش در ضلع جنوبی بزرگراه شهید قاسم سلیمانی می‌باشد. کشیدگی این بلوار شمالی-جنوبی است که در شمال شرق کلان‌شهر تهران و در زیر مجموعه منطقه ۴ شهر تهران واقع شده است. میدان هنگام در این خیابان قرار دارد.
بلوار هنگام از میان بوستان جنگلی لویزان و شیان عبور می‌کند. در اصلی این بوستان نیز در این بلوار قرار دارد.

## تقاطع‌ها و خیابان‌های مهم
تقاطع‌های مهم این خیابان به ترتیب از شمال (بزرگراه شهید بابایی) به جنوب (بزرگراه رسالت):
- میدان هنگام
- بلوار استقلال
- بزرگراه شهید زین‌الدین
- خیابان آزادگان
- خیابان رئیسعلی دلواری (۳۰ متری اول)
- میدان الغدیر (بلوار دلاوران)
- خیابان شهید سردار عباس نیلفروشان (فرجام)
- میدان رسالت

## محلات اطراف
محلات مجاور این خیابان از جنوب به شمال عبارتند از:
- کالاد
- نارمک
- شمیران‌نو
- اوقاف
- ده نارمک
- قاسم‌آباد
- شهرک ولایت فقیه

## اماکن مهم
اماکن مهم در این خیابان از جنوب به شمال عبارتند از:
- شهرداری منطقه ۴ تهران
- اداره مرکزی شرکت واحد اتوبوسرانی تهران و حومه
- بازار بزرگ مبل یاس هنگام
- بوستان غدیر
- بیمارستان الغدیر
- باشگاه سازمان آب
- هتل شیان
- بوستان جنگلی لویزان
- شهرک ولایت فقیه

## خطوط حمل و نقل عمومی
یکی از شاخص‌ها توسعه و فرهنگ بالا در شهرها امروزی استفاده بیشتر شهروندان هر محله از حمل و نقل عمومی و عدم استفاده از خودرو شخصی می‌باشد. اگر در محله‌ای اتوبوس‌ها خالی باشند و به اصطلاح استقبال از آن بالا نباشد و استفاده از خودروهای شخصی به هر عذر و دلیل متصور در آن بالا باشد، آن محله مدرن نیست و فرهنگ پایینی در آنجا حاکم است.
این خیابان فاقد خط مترو می‌باشد و در آینده خط ۹ متروی تهران از بخش جنوبی و خط ۱۰ متروی تهران از بخش شمالی خیابان هنگام عبور خواهد کرد. خطوط اتوبوسرانی در حال حاضر به ترتیب از ضلع جنوبی این بلوار به صورت ذیل تردد و مسافران را جابجا می‌نمایند:
- خط ۳۸۲ از میدان رسالت به شهرک شهید بهشتی (مبدأ خط و بخش کوتاهی از ابتدای خیابان در قسمت جنوبی قرار دارد) در مسیر خیابان هنگام و فرجام(شهیدنیلفروشان)، چهارراه اشراق (فلکه دوم تهرانپارس)، خیابان جشنواره، ایستگاه مترو فرهنگسرا، و خیابان زهدی (امین)، کنارگذر بزرگراه شهید زین الدین، خیابان شهید رجایی (سازمان گوشت)
- خط ۳۹۶ از فلکه سوم تهرانپارس به خیابان مطهری (از میدان رسالت تا میدان الغدیر تحت پوشش این خط می‌باشد و از بلوار دلاوران و بزرگراه رسالت و محدوده پایانه بیهقی را تحت پوشش دارد)
- خط ۲۱۶ پایانه علم و صنعت به شهرک شهید محلاتی در مسیر بزرگراه سلیمانی، خیابان شهیدنیلفروشان، خیابان سراج، بلوار استقلال، بلوار هنگام، بزرگراه شهید بابایی، شهرک لویزان ۳، بلوار ارتش، مینی سیتی، بلوار ارتش، بلوار شاهد، میدان صاحب الزمان (از چهار راه استقلال تا بزرگراه بابایی مسیر این خط در بلوار هنگام می‌باشد)